# Дайдзьокан

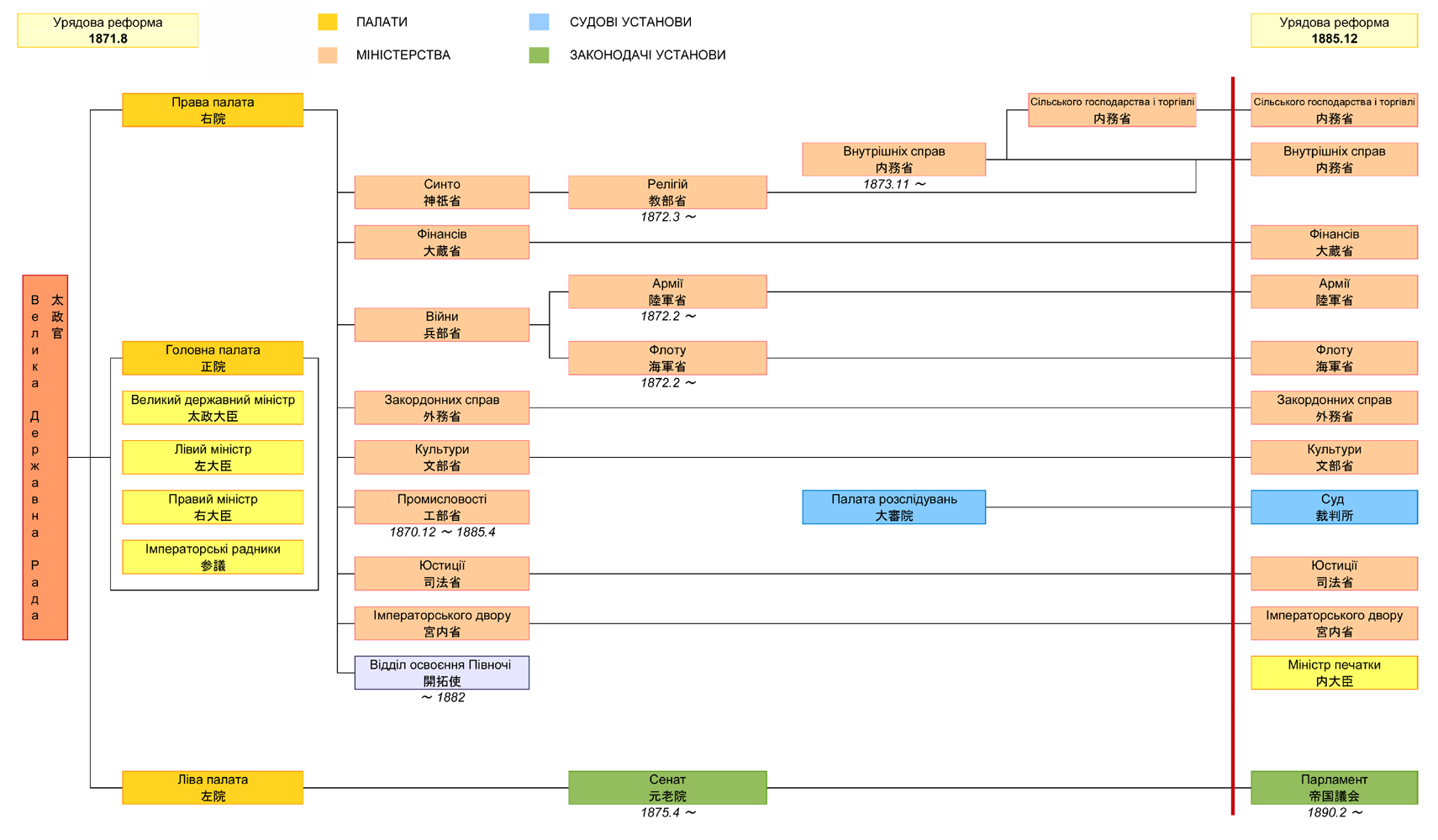
Дайдзьокан в 1871 — 1885 роках.

Дайдзьокан (яп. 太政官, дайзьо-кан або оо-мацуріґото но цукаса, «Велика державна рада») —  назва уряду в японській державі в часи панування системи ріцурьо у періоди Нара і Хей'ан. Вищий законодавчий, виконавчий і судовий адміністративний орган влади  Встановлений кодексом Тайхо-рьо. Належав до найважливіших відомств типу кан (官), разом із управлінням богів Дзінґікан. Виконував функції представницького органу імператора, загальнояпонського уряду.
Влада дайдзьокан ослабла у зв'язку із крахом системи ріцурьо у 10-12 століттях. Починаючи з 13 століття, разом із зайняттям самураями керівних позицій у країні, цей орган перетворився на номінальний уряд монаршого двору. Остаточного удару по ньому було завдано сьоґунатом Токуґава у 17 столітті, який обмежив юрисдикцію Дайдзьокан питаннями культури у столиці Кіото.
У 1868 році у результаті реставрації Мейдзі Дайдзьокан відновили як уряд при Імператорі, з такими ж самими функціями як і стародавні часи. Назву центрального уряду змініили на Дадзьокан. Проте з поступовою вестернізацією Японії та поділом гілок влади на законодавчу, судову і виконавчу існування Дайдзьокану втратило сенс. У 1885 році він був замінений на Кабінет Міністрів Японії.

## Синонімічні назви
- Сьосьо (尚書省), Рандай (鸞台), Рансьо (蘭省) — китайські аналоги японського дайдзьокан. У Китаї функції міністрів і радників, функції упорядників і функції молодшого радника були розподілені по цих трьох відомствах. В Японії вони були зібрані у одному управлінні.
- Кенсейкан (乾政官) — зміна назви дайзьокан у 758 році. Через 6 років стара назва була повернена.
- Кан або Цукаса (官) — управління
- Дзьокан (上官) — вище управління

## Період Мейдзі

### 1868
3 січня 1868 року указ про реставрацію Імператорського правління визначив нову систему центрального уряду Японії. Передбачалося існування трьох рівнів керівних посад (三職): голови уряду, старших і молодших радників. Головою уряду став принц Арісуґава Тарухіто, родич неповнолітнього Імператора Мейдзі.
| Голова (総裁) | Старші радники (議定) | Молодші радники (参与) |

10 лютого 1868 року були утворені центральні урядові установи — сім відомств (七科). Вони очолювалися головами (総裁), які призначалися зі складу старших радників. Ця система називалася «системою трьох посад і семи відомств» (三職七科制).
| Голова (総裁) | Старші радники (議定) | Молодші радники (参与) |
| Сім відомств (七科) - Канцелярія синто (神祇事務) - Імперська канцелярія (内国事務) - Іноземна канцелярія (外国事務) - Канцелярія флоту й армії (海陸軍事務) - Рахункова канцелярія (会計事務) - Судова канцелярія (刑法事務) - Систематизаційне бюро (制度寮) |                       |                        |

25 лютого 1868 року відбулась реорганізація центрального уряду, в результаті якої постала нова «система трьох посад і восьми відомств» (三職八局制). Відомства були частково замінені канцеляріями і перейменовані. Вони очолювалися головами (総裁)(督), які призначалися зі складу старших радників, та їхніми заступниками (輔), що обиралися зі складу молодших радників. Основною урядовою установою виступала Головна канцелярія, якою керував голова уряду. Для допомоги йому було встнаовлено нові посади віце-голів уряду, які посіли Сандзьо Санетомі й Івакура Томомі. Ця система діяла до 17 червня 1868 року, до набуття чинності указу про форму державного правління.
| Голова (総裁) - Віце-голова (副総裁) | Старші радники (議定) | Молодші радники (参与) |
| Вісім канцелярій (八局) - Головна канцелярія (総裁事務局) - Канцелярія синто (神祇事務局) - Імперська канцелярія (内国事務局) - Іноземна канцелярія (外国事務局) - Військова канцелярія (軍防事務局) - Рахункова канцелярія (会計事務局) - Судова канцелярія (刑法事務局) - Систематизаційна канцелярія (制度事務局) |                       |                        |

### 1868— 1869
17 червня 1868 року, з набуттям чинності указу про форму державного правління, система організації центрального уряду Японії була змінена. Три посади і вісім канцелярій скасували. Натомість відновили стародавню назву центрального уряду «Дадзьокан» (Велика державна рада), заснували сім центральних відомств — «рад» (七官), та впровадили за американським зразком принцип розподіл влади.
Законодавча влада (■) була представлена Законодавчою радою. Вона поділявся на дві палати — Верхню і Нижню. Нижня палата складалася із регіональних депутатів, очолювалася головою і займалася розробкою законопроєктів. Верхня складалася із молодших радників, очолювалася двома старшими радниками і займалася ухваленням законопроєктів. Судова влада (■) належала Судовій раді. Її очолював голова (知事), якому допомагали віце-голови та судді (判事). Виконавча влада (■) була представлена 5-ма радами, головною з яких була Виконавча рада. Її очолювали два голови, які одночасно займали посади старших радників. Їм допомагали 10 упорядників (弁事). Решта рад виконавчої гілки влади керувалася головами того ж рівня, що й голови Судової ради.
Формально головою уряду був Імператор Мейдзі, проте фактично ним керували голови Виконавчої ради Сандзьо Санетомі й Івакура Томомі, які так само контролювали Законодавчу раду.
Система семи рад була чинною до 15 серпня 1869 року.
| Велика державна рада (太政官) |                         |                                    |
| Законодавча рада (議政官)     | Верхня палата (上局)    | Старші • молодші радники           |
| Законодавча рада (議政官)     | Нижня палата (下局)1    | Голова (議長) • депутати (議員)    |
| Виконавча рада (行政官)       | Виконавча рада (行政官) | Голови (輔相)                      |
| Рада синто (神祇官)           | Рада синто (神祇官)     | Голова (知事) Віце-голова (副知事) |
| Іноземна рада (外国官)        |                         | Голова (知事) Віце-голова (副知事) |
| Військова рада (軍務官)       |                         | Голова (知事) Віце-голова (副知事) |
| Рахункова рада (会計官)       |                         | Голова (知事) Віце-голова (副知事) |
| Судова рада (刑法官)          |                         | Голова (知事) Віце-голова (副知事) |

1 5 грудня 1868 року на основі Нижньої палати була створена Публічна рада (公議所), яка була реорганізована 15 серпня 1868 року в Палату зборів (集議院).

### 1869
15 серпня 1869 року Імператорський уряд оновив свою структуру, взявши за зразок організацію уряду японської держави 8 століття періоду Нара. Поділ влад скасували і встановили «систему Дадзьокан» (太政官制). Вона передбачала існування двох рад (二官) і шести міністерств (六省), за що отримала назву «система двох рад і шести міністерств» (二官六省制)
Структура Дадзьокану протягом 1869 — 1871 років. Система двох рад і шести міністерств була чинною з до 29 серпня 1871 року. 
| Рада синто (神祇官)           | - Голова (伯) - Місіонери (宣教使)                                                                                            | - Голова (伯) - Місіонери (宣教使) |                                                                      |
| Велика державна рада (太政官) | - Лівий міністр (左大臣) - Правий міністр (右大臣) - Найстарший Імператорський радник (大納言) - Імператорський радник (参議) | - Міністерство війни (兵部省) - Міністерство двору (宮内省) - Міністерство закордонних справ (外務省) - Міністерство народних справ (民部省) - Міністерство судочинства (刑部省) - Міністерство фінансів (大蔵省) | - Голова (卿) - Старший заступник (大輔) - Молодший заступник (少輔) |

## 1871
Структура Дадзьокану протягом 1871 — 1885 років. Система трьох палат була чинною з 29 серпня 1871 року до 22 грудня 1885 року. Поділ влад частково відновлений.

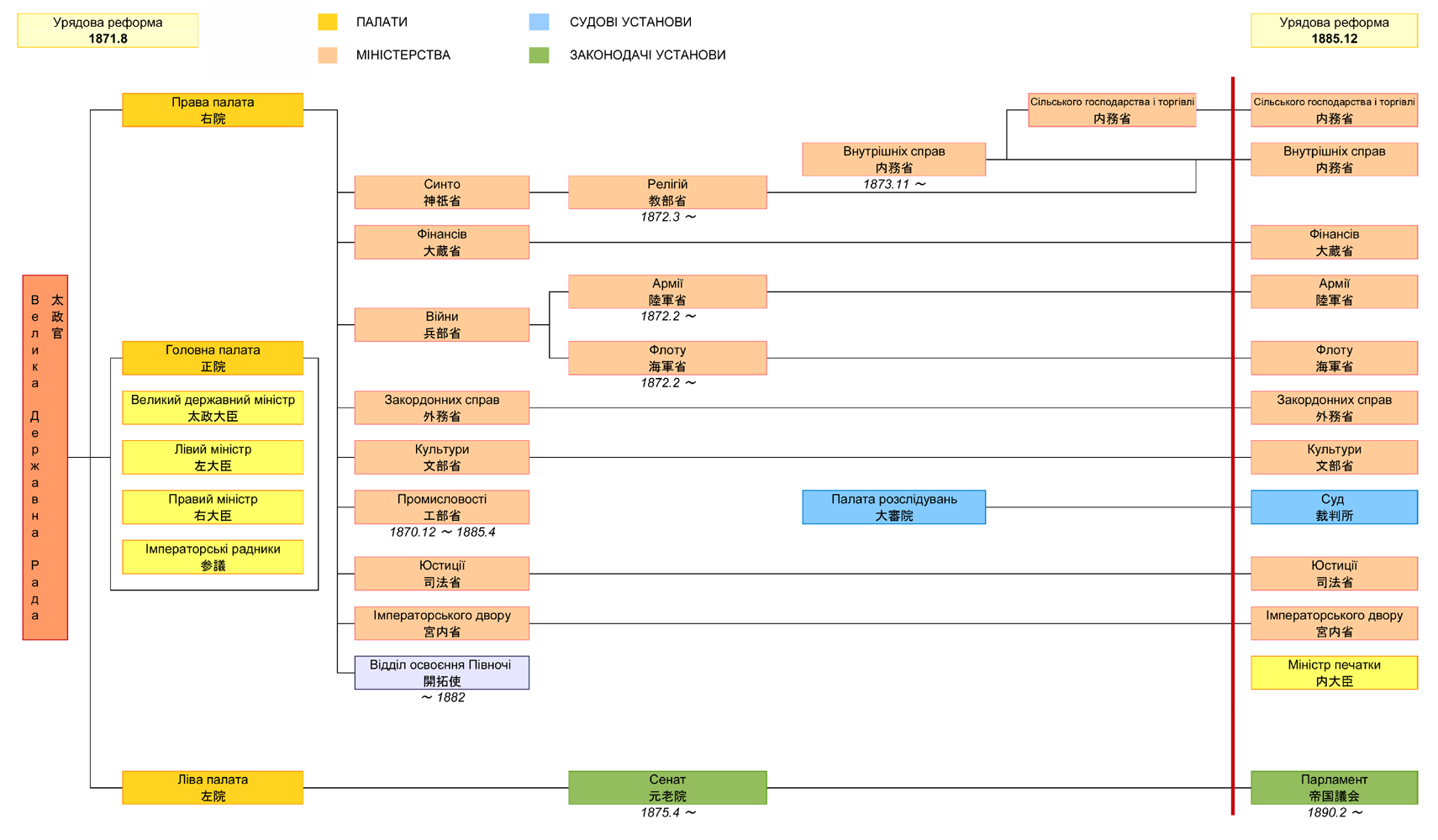
Дадзьокан в 1871 — 1885 роках

- Головна палата (центральний керівний орган уряду)
  - Великий державний міністр
  - Лівий міністр
  - Правий міністр
  - Імператорські радники
- Ліва палата (законодавча влада) → реорганізована в квітні 1875 року в Сенат.
- Права палата (виконавча і судова влада)
  - Міністерство війни → реорганізоване в лютому 1872 в: 
    - Міністерство армії
    - Міністерство флоту

  - Міністерство внутрішніх справ (з листопада 1873)
  - Міністерство Імператорського двору
  - Міністерство закордонних справ
  - Міністерство культури
  - Міністерство промисловості
  - Міністерство сільського господарства і торгівлі (з листопада 1873)
  - Міністерство синто → реорганізоване в квіткі 1872 в Міністерство релігій.
  - Міністерство фінансів
  - Міністерство юстиції
  - Палата розслідувань

## 1885
Впроваджено систему Кабінету Міністрів.
- - Міністерство зв'язку

## Виноски
1. ↑  Формально управління дайдзьокан було нижче за статусом ніж управління богів дзінґікан, однак фактично, з огляду на відмінність рангів голів цих управлінь і форми документів, якими вони обмінювалися, дайдзьокан був найвищим органом влади у японській державі.
2. 1 2 3 4 5  (яп.) Реставрація Мейдзі. Шлях до централізованого уряду [Архівовано 10 січня 2007 у Wayback Machine.]